# Portland State Vikings
A Portland State Vikings sportegyesület a Big Sky Conference tagjaként az NCAA I-es (korábban II-es) divízójában képviseli a Portlandi Állami Egyetemet.
Kabalájuk Victor E. Viking, klubszíneik a zöld, fehér és ezüst.
Atlétikai igazgatójuk 2007 óta Torre Chisholm. Otthoni létesítményeik a Hillsborói Stadion és a Viking Pavilion.

## Sportágak

### Férfi

#### Amerikai futball
Az amerikaifutball-csapat 1947-ben alakult, regionális mérkőzéseken az 1960-as évek óta vesznek részt. A Mouse Davis edző által bevezetett támadótechnikának köszönhetően June Jones és Neil Lomax quarterbackek irányításával jóval sikeresebbek lettek. Az 1980-as években Pokey Allen edző alatt a II-es divízióban 1989-ben és 1990-ben is másodikak lettek.
2006-ban a New Mexico Lobos elleni győzelmükkel holtversenyben a konferencia második helyén végeztek, Brennan Carvalho és Adam Hayword játékosok pedig elnyerték az All-America elismerést. Az év végén a csapat leghosszabb ideig hivatalban lévő edzője, Tim Walsh lemondott, utódja Jerry Glanville lett; Mouse Davis az ő támadókoordinátora volt. Carvalho első, 2007-es szezonjában a csapat 3–8-as eredményt (hazai pályán pedig addigi legrosszabbikát, 1–4-et) ért el, azonban a nézőszám növekedett, Carvalho pedig másodszor is elnyerte az All-America elismerést. 2009. december 8-án bejelentették utódját, Nigel Burton támadókoordinátort.
Bruce Barnum első, 2015. szeptember 15-ei mérkőzésén Pullmanbe utaztak a Washington State Cougars elleni mérkőzésre, amit 24–17-tel megnyertek, és kijutottak a rájátszásra, ahol a Northern Iowa Panthers ellen 29–17-tel kikaptak.
Ugyan a Covid19-pandémia miatt a 2020-as szezont felfüggesztették, április 17-én a Montana State Grizzlies ellen pályára léptek. A 2021-es szezonban 5–6-os eredményt értek el.

#### Birkózás
A birkózók 1967-ben, 1989-ben és 1990-ben divízióbajnokok lettek, Rick Sanders pedig két olimpiai ezüstérmet szerzett. A csapatot a 2008–as világválság miatt 2009-ben megszüntették; utolsó vezetőedzője Mike Haluska öregdiák volt.

#### Kosárlabda
Freeman Williams országos bajnok az 1970-es években Ken Edwards edző alatt játszott. A csapat az 1950-es években kétszer a NAIA, 1967-ben pedig egyszer az NCAA rájátszásán is részt vett.
1981 és 1996 között a kosárlabdacsapat nem létezett; újraalakulásától tizenegyszer vett részt a konferenciabajnokságon. A 2006–07-es szezonban 19–13-as eredményt értek el. A 2007–08-as szezon eredményeinek köszönhetően játszhattak az NCAA 2009-es bajnokságán, ahol a Kansas Jayhawks ellen 85–61-re kikaptak.
2021-ben vezetőedzőjük Jase Coburn lett.

### Női

#### Kosárlabda
A női kosárlabdacsapat vezetőedzője 2007. július 1-jén Sherri Murrell lett, aki alatt a 2007–08-as szezonban a konferenciabajnokság elődöntőjéig jutottak. 2008–09-ben a bajnokság döntőjében kikaptak a Montana State Bobcats ellen.

#### Labdarúgás
2004-ben megnyerték a konferenciabajnokságot. 2008. február 22-én vezetőedzőjük Laura Schott lett.

#### Röplabda
A legsikeresebb, 75%-os győzelmi arányukat Jeff Mozzochi edző alatt érték el. Utódja Michael Seemann egykori helyettes lett, aki alatt kijutottak a konferenciabajnokságra.

#### Softball
1978-ban részt vettek a Women’s College World Seriesen. A 2008–09-es szezon óta edzőjük Tobin Echo-Hawk. A 2012-es szezon végén kiléptek a Pacific Coast Softball Conference-ből.

#### Tenisz
A teniszcsapat vezetőedzője a 2008–09-es szezontól Brian Parrott egykori profi játékos, aki 1967 és 1980 között a régióban hétszer került a dupla pontok ranglistájának első helyére.

## Nemzeti bajnokságok
| Sportág      | Év   | Ellenfél                      | Eredmény             |
| ------------ | ---- | ----------------------------- | -------------------- |
| Női röplabda | 1984 | Cal State Northridge Matadors | 3–0                  |
| Női röplabda | 1985 | Cal State Northridge Matadors | 3–1                  |
| Női röplabda | 1988 | Cal State Northridge Matadors | 3–0                  |
| Női röplabda | 1992 | Northern Michigan Wildcats    | 3–2                  |
| Birkózás     | 1967 | Mankato State Bulldogs        | 86–57 (+29)          |
| Birkózás     | 1989 | Ferris State Bulldogs         | 102.5–56.25 (+45.75) |
| Birkózás     | 1990 | Central Oklahoma Broncos      | 100.75–96 (+4.75)    |

## Fordítás
- Ez a szócikk részben vagy egészben  a   Portland State Vikings című angol Wikipédia-szócikk ezen változatának fordításán alapul.  Az eredeti cikk szerkesztőit annak laptörténete sorolja fel. Ez a jelzés csupán a megfogalmazás eredetét és a szerzői jogokat jelzi, nem szolgál a cikkben szereplő információk forrásmegjelöléseként.